# Reinout Willem van Bemmelen

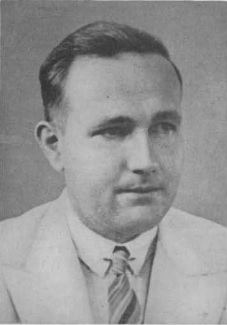
R.W. van Bemmelen

Reinout Willem van Bemmelen (* 14. April 1904 in Jakarta, Niederländisch-Indien; † 19. November 1983 in Unterpirkach, Österreich) war ein niederländischer Geologe, der sich vor allem mit Strukturgeologie, Wirtschaftsgeologie und Vulkanologie befasste und grundlegende Beiträge zur Erforschung der Geologie von Indonesien lieferte.

## Leben
Reinout van Bemmelen verbrachte seine Jugend in Niederländisch-Indien, wo sein Vater Willem van Bemmelen (1868–1941) Direktor des magnetischen, meteorologischen und seismologischen Observatoriums von Jakarta war. Rein studierte von 1920 bis 1927 Bergbau an der Universität Delft in den Niederlanden, unter anderem bei H. A. Brouwer and G. A. F. Molengraaff. Seinen Doktor der Geologie legte er 1927 mit einer Arbeit über die Betische Kordillere ab. Er belegte Kurse in Vulkanologie an der Universität von Neapel und arbeitete anschließend als Leiter des Vulkanologischen Dienstes von Niederländisch-Indien, wo er Teile von Java und Sumatra kartierte. Von 1933 bis 1935 studierte er Bodenmechanik an der Technischen Universität Wien und kehrte anschließend nach Java zurück, um dort vulkanologische Untersuchungen über Magma und pyroklastische Gesteine, Strukturgeologie und Tektonik durchzuführen. Ihm war in die Gelegenheit vergönnt, die Aktivität des Mount Merapi während der 1930er Jahre vom vulkanologischen Posten Babadan am Nordwesthang des Vulkans zu beobachten.
Während der japanischen Besetzung von Niederländisch-Indien im Zweiten Weltkrieg verbrachten van Bemmelen, seine Frau Lucie und sein Sohn Nout drei Jahre in getrennten Kriegsgefangenenlagern. Er gehörte zu der kleinen Schar von Experten, denen die Japaner die Ausübung ihres Berufes erlaubten. Nach dem Ende des Krieges zog das Ehepaar nach Den Haag, und van Bemmelen wurde mit der Aufgabe betraut, alle Informationen zur Geologie des Sunda-Archipels zusammenzutragen. Schon vorher hatte er diese Informationen in einem Manuskript niedergelegt, das jedoch zunächst verloren ging. Er hatte es seinem Assistant anvertraut, der es nach Yogyakarta brachte. Nach Wiederaufnahme der diplomatischen Beziehungen zwischen den Niederlanden und Indonesien wurde es ihm zurückgegeben. Van Bemmelen hatte es jedoch in der Zwischenzeit neu geschrieben, und 1949 kurz nach der Unabhängigkeit Indonesiens als zweibändiges Werk in drei Teilen unter dem Titel The Geology of Indonesia veröffentlicht. Er arbeitete ein Jahr als Assistent von Stephanus Gerardus Trooster (1896–1950) an der Universität Utrecht und ab 1950 als Professor für Wirtschaftsgeologie an der Universität Utrecht. Gleichzeitig arbeitete er auf Teilzeitbasis bei der Bataafse Petroleum Maatschappij als Consultant.
Van Bemmelen ging 1969 in den Ruhestand. Nach dem Tod seiner Frau im Jahr 1983 zog er nach Österreich, wo er kurze Zeit später verstarb. Nach seinem Tod erschien eine kontrovers diskutierte Fernsehproduktion über seine Rolle bei der Sterbehilfe seiner Frau.

## Wirken
Van Bemmelen hat sich nicht nur im Gebiet der Geologie Indonesiens einen Namen gemacht, sondern auch auf dem Gebiet der Geotektonik, vor allem bei der Erklärung der Mechanismen der Gebirgsbildung. In seinem Mountain Building formulierte er, inspiriert von Erich Haarmanns Oszillationstheorie, seine Undationstheorie, nach der der Mechanismus für gebirgsbildende Vorgänge im Erdmantel zu suchen sei. Aufgrund geochemischer Differentiation entstehende Dichteunterschiede würden zum Aufsteigen von Gesteinsmaterial im Mantel führen, die Gebirgsbildung verursachten. Diese Idee stand im Widerspruch zur Theorie der Plattentektonik, die vor allem horizontale Massenverlagerung aufgrund der Kontinentaldrift als treibende Kraft der Gebirgsbildung sieht. 1972 versuchte er in seinem Buch Geodynamic Models, die Undationstheorie in die Plattentektonik zu integrieren, und brachte so neue Aspekte in die Plattentektonik ein.
Neben seinen wegweisenden Arbeiten über die Geologie Indonesiens und zu geotektonischen Fragestellungen forschte van Bemmelen auch auf anderen Gebieten. Als er 1950 Professor an der Universität Utrecht wurde, begann er mit Martin Gerard Rutten (1910–1970) Untersuchungen zur Vulkanologie und Paläomagnetismus von Island. Er betreute sieben Doktorarbeiten zur Tektonik der italienischen Alpen und mehrere hydrogeologische Dissertationen. Insgesamt veröffentlichte er vier Bücher und über 200 wissenschaftliche Artikel.

## Ehrungen
1970 erhielt van Bemmelen die Van Waterschoot van der Gracht-Medaille der Koninklijk Nederlands Geologisch en Mijnbouwkundig Genootschap (KNGMG). 1977 wurde er mit der Wollaston-Medaille der Geological Society of London ausgezeichnet. Zu seinem 75. Geburtstag erschien eine Sonderausgabe der Zeitschrift Geologie en Mijnbouw (Geologie en Mijnbouw, Band 58, Nr. 2, 1979) unter dem Titel Fixism, mobilism and relativism, van Bemmelen's search for harmony mit Beiträgen von Freunden, ehemaligen Studenten und Kollegen.

## Werke
- The Geology of Indonesia. 3 Teile in 2 Bänden. United States Government Printing Office, Den Haag 1949.
- Mountain building: a study primarily based on Indonesia region of the world's most active crustal deformations. Nijhoff, Den Haag 1954.
- Tablemountains of northern Iceland (and related geological notes). Brill, Leiden 1955 (mit M. G. Rutten).
- Geodynamic models. An evaluation and a synthesis. In: Developments in geotectonics. Band 2. Elsevier Publishing Company, Amsterdam, New York 1972, ISBN 0-444-40967-X.